# Vaiasseide
Vaiasseide è un poemetto eroicomico in lingua napoletana, scritto ai primi del XVII secolo da Giulio Cesare Cortese.

## Trama
In lingua napoletana il termine «Vaiassa» indica la domestica, la "serva di casa". Vaiasseide ha pertanto il significato di «epopea delle serve»: vi si narrano infatti le vicissitudini amorose a cui vanno incontro tre giovani servette, Renza, Preziosa e Carmosina, alle quali i padroni negano la possibilità di contrarre matrimonio con i loro innamorati, rispettivamente Manichiello, Cienzo e Ciullo. Nei cinque canti in ottave in cui si svolge la vicenda, che ovviamente si conclude con il matrimonio delle tre coppie di innamorati, più che la trama in sé, è interessante la descrizione realistica della società napoletana vivace e chiassosa del '600.

## Storia
Il poemetto è apparso nel 1612 a Napoli per i tipi di Tarquinio Longo; è stato tuttavia ipotizzato che nel 1604 ne sia stata pubblicata una prima versione parziale. L'autore Giulio Cesare Cortese (1570 – 1640) si era recato, in un recente passato, sia in Spagna (di cui Napoli era vicereame) sia nel Granducato di Toscana; a Firenze sarebbe stato ammesso all'Accademia della Crusca. Cortese usò il dialetto napoletano sia per fini espressivi, come ad esempio faranno nei secoli successivi il Belli e il Porta con rispettivamente il romanesco ed il milanese, sia con l'intento di dimostrare la congenialità del dialetto ai tre generi più in voga ai primi del XVII secolo: il poema, il romanzo e la commedia. Alla prima edizione aveva cooperato Giambattista Basile, amico del Cortese, il quale, con lo pseudonimo di Gian Alesio Abbattutis, aveva corredato il poema degli «argomenti» e di una dedica "A lo re de li viente" (Al re dei venti).
Nel 1628 fu pubblicata a Napoli, "appresso Ottavio Beltrano", una nuova edizione del poemetto a cura di Bartolomeo Zito, attore della commedia dell'arte e scrittore di teatro per la compagnia stabile della "Stanza della Commedia vecchia". In questa seconda edizione Cortese era dato per "morto", era aggiunto un «Defennemiento contra la cenzura dell'Accademmece Scatenate» (Difesa contro la censura degli accademici scatenati) e ciascun canto era accompagnato da un commento al testo, e dalla presenza di "allegorie" iniziali. Il testo del poema risultava inoltre notevolmente modificato rispetto all'edizione del 1612, tale che intere ottave venivano rifatte: venivano per esempio eliminate espressioni scatologiche, eliminati accenni di satira politica e di costume, eliminate espressioni dialettali più spinte. Il fatto che in realtà nel 1628 Cortese fosse ancora in vita e che non sia intervenuto contro questa versione apocrifa conformista del suo poema nei numerosi anni in cui rimase in vita, ha suscitato interrogativi a cui finora non sono state date risposte del tutto convincenti .
L'interesse per Giulio Cesare Cortese, e quindi per la Vaiasseide, rinacque nel XX secolo ad opera di Muscetta e Ferrante e infine con l'edizione critica della Vaiasseide, corredata di note e di un glossario, a cura di Enrico Malato nel 1967.

## Edizioni
- La Uaiasseide, poema di Giulio Cesare Cortese. Il pastor Sebeto, a compiuta perfettione ridotta. Con gli argomenti atque alcune prose di Gian Alesio Abbactutis[7]. Dedicata al potentissimo Re de' venti, In Napoli : nella stamperia di Tarquinio Longo, 1612
- La Vaiasseida poema heroico di Giulio Cesare Cortese, nouamente arricchito di annotazioni, & di dichiarazioni a ciascun canto. Con vna difesa, nella quale ... Contro la censura degli Accademici Scatenati. Per Bartolomeo Zito, detto il Tardacino. Al molto illustre signore il signor Anello Pecoraro, In Napoli : appresso Ottavio Beltrano, 1628
- La vaiasseide poema, di Giulio Cesare Cortese. Il pastor Sebeto, a compita perfettione ridotta, con gli argomenti, & alcune prose di Gian Alesio Abbattutis. Dedicata al potentissimo re de' venti, In Napoli : per Nouello de Bonis : ad istanza d'Adriano Scultore all'insegna di S. Marco, 1666 (Google books)
- Giulio Cesare Cortese, Opere poetiche : In appendice La tiorba a taccone de Felippo Sgruttendio de Scafato; edizione critica con note e glossario a cura di Enrico Malato; Collana "Poeti e prosatori italiani" diretta da Mario Petrucciani, n. 4, Roma : Edizioni dell'Ateneo, 1967